# Ctenitis propinqua
Ctenitis propinqua är en träjonväxtart som först beskrevs av John Smith och Presl, och fick sitt nu gällande namn av Edwin Bingham Copeland. Ctenitis propinqua ingår i släktet Ctenitis och familjen Dryopteridaceae. Inga underarter finns listade.